# Massacre de la prison de Saidnaya
Le massacre de la prison de Saidnaya, en Syrie, a causé la mort de 9 à 25 prisonniers politiques dont la mutinerie avait débuté le 5 juillet 2008. 

## Massacre
Au moment des faits, la prison enfermait au minimum 1 500 prisonniers, mais peut-être jusqu'à 2 500 personnes y étaient alors emprisonnées. La prison de Saidnaya est une prison militaire qui se situe à 30 km au nord de Damas. 
Lors d'une révolte des prisonniers le 5 juillet 2008, les autorités de la prison ainsi que la police militaire ouvrent le feu, faisant entre 9 et 25 morts. Un membre de la police est également tué.
Le 7 juillet, Amnesty international appelle à l'ouverture d'une enquête indépendante sur la mort d'au moins 23 détenus.
Le gouvernement syrien impose un black-out total sur ces évènements et ne laisse filtrer aucune information à ce sujet. Ce n'est qu'un an plus tard, en juillet 2009, que certaines familles de détenus peuvent leur rendre visite. En décembre de la même année, Human Rights Watch fait circuler une liste partielle des prisonniers dont les familles étaient sans aucune nouvelle ; cette liste partielle contient les noms de 42 prisonniers pour lesquels les autorités syriennes « n'ont toujours pas révélé le sort d'au moins 42 détenus, dont 9 sont présumés morts ».